# لاغو سول
لاغو سول (بالإنجليزية: Lago Sul)‏ هيَ منطقة إدارية في القطاع الفِدرالي في البرازيل، حيثُ تقع هذه المنطقة في الجانب الجنوبي من الشاطئ الشرقي لبحيرة بارانوا على الجهة المُقابلة للعاصمة برازيليا، ويقع في هذه المنطقة مطار برازيليا الدولي.